# Palpomyia oliffi
Palpomyia oliffi är en tvåvingeart som beskrevs av Meillon och Hardy 1954. Palpomyia oliffi ingår i släktet Palpomyia och familjen svidknott. Inga underarter finns listade i Catalogue of Life.